# Bordcomputer (Automobil)

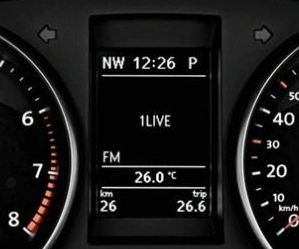
Der Bordcomputer eines VW Golf VI zeigt Uhrzeit, Radiosender und Außentemperatur an.

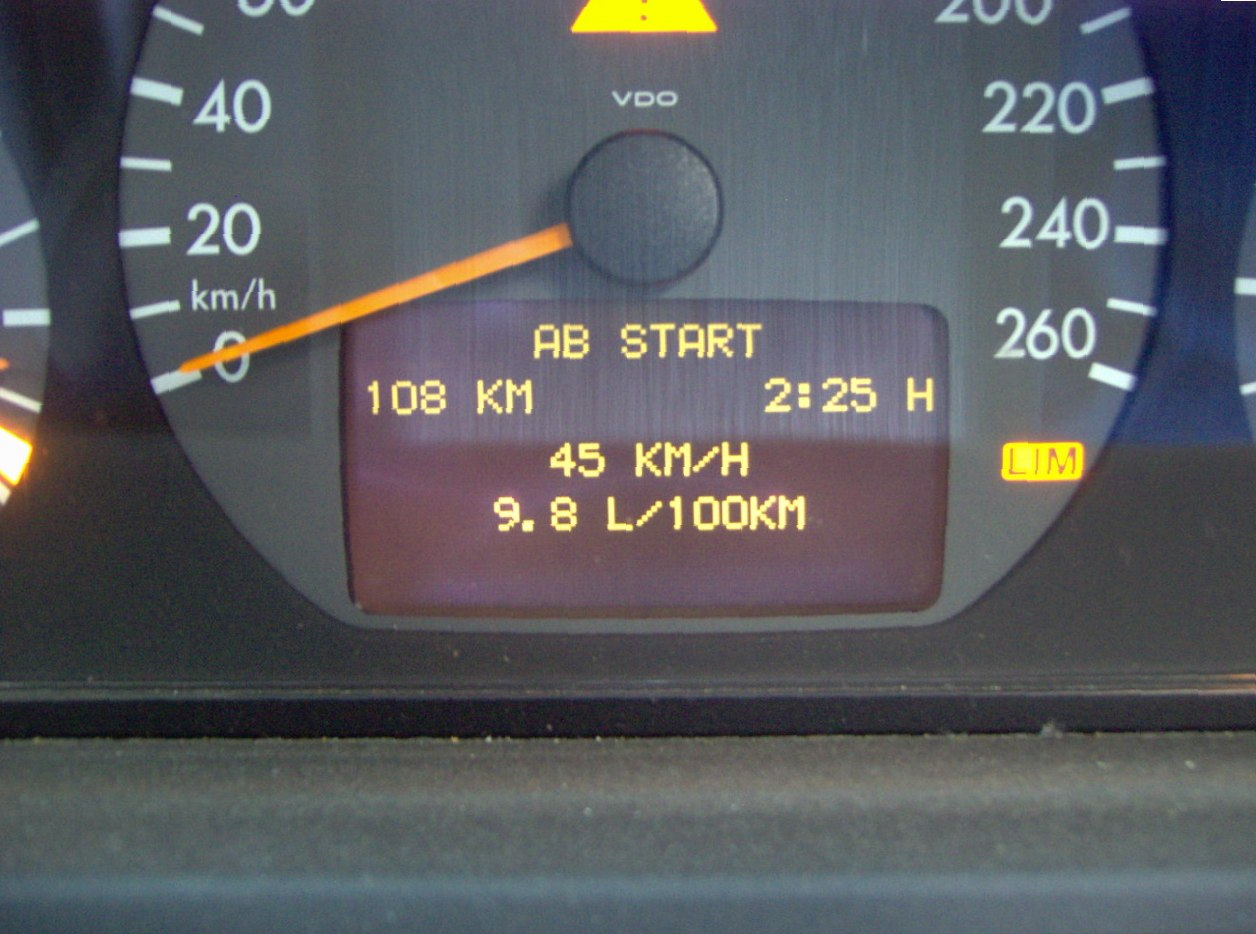
Der Bordcomputer eines Mercedes-Benz W 210 zeigt Durchschnittsgeschwindigkeit und -verbrauch an.

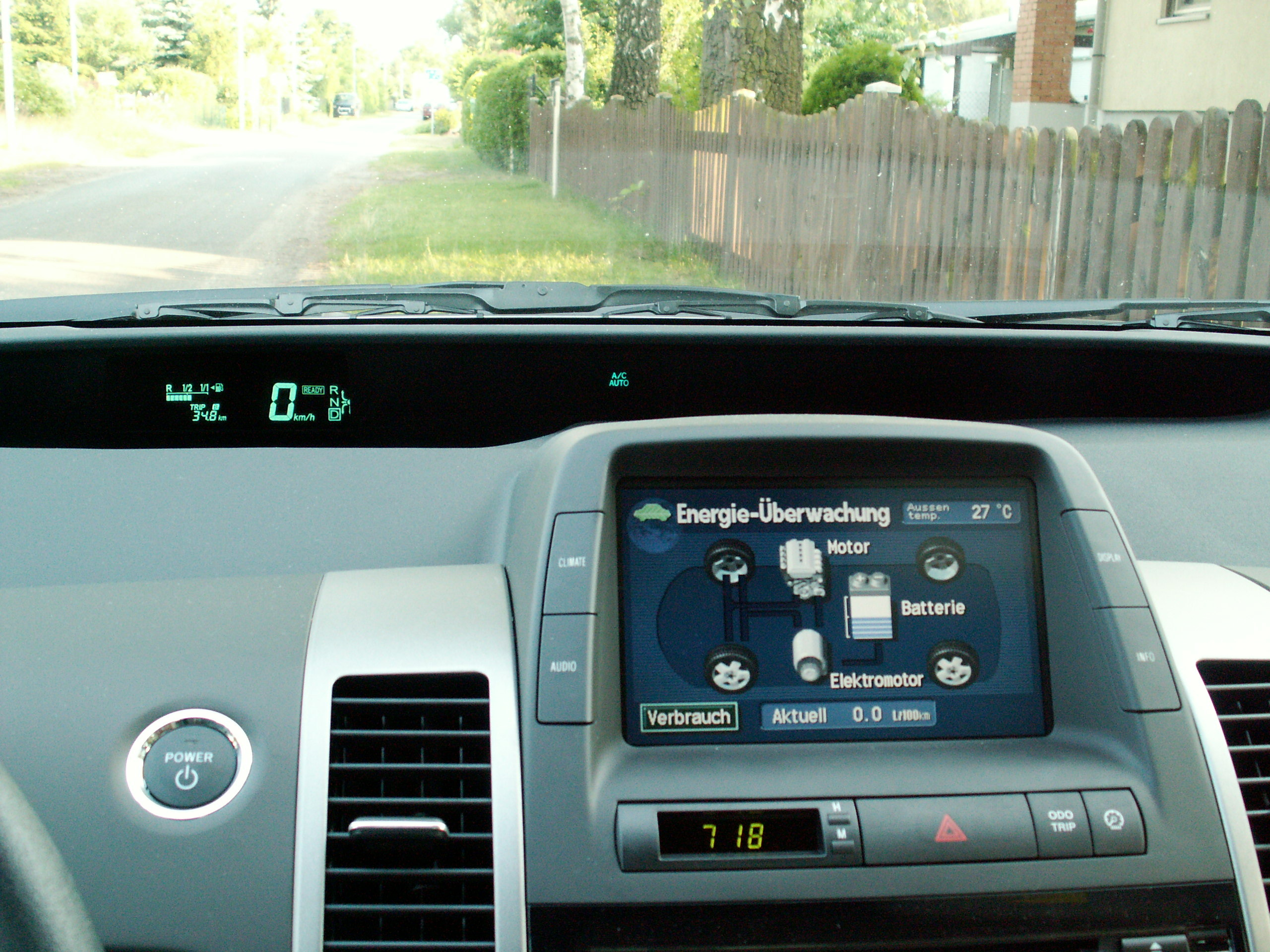
Cockpit des Toyota Prius mit Statusanzeige des Hybridantriebs

Ein Bordcomputer (engl. body computer module, kurz BCM; auch Multifunktionsanzeige, Fahrten- oder Reiserechner, Fahrerinformationssystem) ist ein Anzeigegerät in Kraftfahrzeugen, das eine Vielzahl von Informationen für den Fahrer bereitstellt. Diese Informationen können auf dem Kombiinstrument, einem separaten Bildschirm in der Mittelkonsole oder direkt auf dem Armaturenbrett angezeigt werden.
Bekannte Hersteller für Bordcomputer sind zum Beispiel Continental, Magneti Marelli, Bosch, Denso, Visteon, Alpine Electronics, Harman International (Teil von Samsung), Panasonic, Motorola, ACDelco oder Telefunken.

## Funktionen
Zu den anzeigbaren Informationen eines Bordcomputers gehören zum Beispiel:
- Durchschnitts- und Momentanverbrauch
- Serviceintervalle und Wartungshinweise
- Ölstand und Motoröltemperatur
- Reifendrucküberwachung
- Batteriekontrolle
- Anschnallhinweis
- Navigationssystem mit GPS-Unterstützung
- Integration von Smartphone-Apps über Apple CarPlay oder Android Auto
- Sprachsteuerungsfunktionen
- Fahrassistenzsysteme wie Abstandswarner und Spurhalteassistenten
- Durchschnittsgeschwindigkeit
- Momentane Geschwindigkeit
- Verbleibende Reichweite mit der vorhandenen Tankfüllung
- Restkraftstoffmenge/Tankmeldung
- Fahrzeit
- Außen- und Innentemperatur
- Datum/Uhrzeit
- Fehlermeldungen/Hinweise bei Fehlern und Defekten

Moderne Bordcomputer bieten auch Konnektivitätsfunktionen, die es dem Fahrzeug ermöglichen, mit dem Internet zu kommunizieren, Verkehrsdaten in Echtzeit zu empfangen und Fernzugriffsfunktionen über mobile Apps zu unterstützen.
Es ist heute auch üblich, dass der Bordcomputer kein reines Anzeige-, sondern auch ein Eingabegerät darstellt. Beispiele sind das Einstellen der Lautstärke für die Einparkhilfe oder die Regelung der Helligkeit der Innenraumbeleuchtung.

## Geschichte und Verbreitung
Die ersten Bordcomputer kamen Ende der 1970er Jahre (besonders in US-amerikanischen Autos) auf den Markt. Damals verfügten diese lediglich über ein Schwarz-Weiß-LC-Display oder -Fluoreszenzanzeige zur Anzeige der erfassten Informationen und ermittelten Rechenergebnisse sowie über einige Mikroschalter für Benutzereingaben. Erst in den 1980er Jahren zogen die ersten europäischen Hersteller (v. a. Renault und Citroën) nach. Bordcomputer der jüngsten Generationen lassen sich per Touchscreen bedienen (zum Beispiel Lexus GS und VW Golf VIII). Einige Geräte projizieren über ein Head-up-Display verschiedene Informationen auf die Frontscheibe (zum Beispiel Chevrolet Corvette oder Toyota Prius). Ist ein Digitaltacho (ugs. auch „Mäusekino“) verbaut, werden seine Anzeigeelemente meist auch zur Darstellung der Bordcomputer-Anzeigen verwendet.
Bordcomputer waren bis Ende des 20. Jahrhunderts (v. a. außerhalb der USA) meist nur als aufpreispflichtiges Sonderzubehör erhältlich. Seit den 2000er Jahren gehören sie in Europa jedoch zunehmend zur serienmäßigen Ausstattung eines Fahrzeugs. Bei Neuwagen gehört ein Bordcomputer heute nahezu immer zur serienmäßigen Ausstattung.

## Technologische Entwicklung
In der zeitgenössischen Automobilindustrie repräsentieren moderne Fahrzeuge den Höhepunkt technologischer Innovationen, vor allem in Bezug auf die Integration fortschrittlicher Bordcomputersysteme. Diese Systeme werden zunehmend über Touchscreens bedient, die eine intuitive Schnittstelle zwischen Fahrzeug und Fahrer darstellen. Die Fähigkeit der Touchscreens, komplexe Befehle mit einfachen Berührungen zu verarbeiten, hat die Interaktion mit dem Fahrzeug wesentlich vereinfacht und die Fahrsicherheit erhöht.
Darüber hinaus hat die Einführung von Head-up-Displays (HUD) eine signifikante Verbesserung der Fahrerinformationssysteme mit sich gebracht. HUDs projizieren wichtige Fahrzeugdaten wie Geschwindigkeit, Navigationshinweise und Warnsignale direkt in das Sichtfeld des Fahrers, wodurch die Notwendigkeit verringert wird, den Blick von der Straße abzuwenden. Diese Technologie trägt dazu bei, die Aufmerksamkeit des Fahrers auf das Verkehrsgeschehen zu konzentrieren und potenzielle Ablenkungen zu minimieren.
Die Weiterentwicklung der Software für Bordcomputer hat es ermöglicht, dass diese Geräte nicht nur als passive Anzeigetafeln fungieren, sondern auch aktive Rollen in der Fahrzeugsteuerung übernehmen. Moderne Bordcomputer erkennen und verarbeiten Eingaben des Fahrers in Echtzeit, was eine adaptive Steuerung von Fahrzeugfunktionen wie Klimakontrolle, Multimedia-Systemen und in einigen Fällen sogar Fahrassistenzsystemen ermöglicht. Durch solche Fortschritte wurde die Interaktion mit dem Fahrzeug nicht nur intuitiver, sondern auch erheblich sicherer.
Diese Technologien reflektieren den laufenden Trend in der Automobilbranche, die Fahrzeugführung nicht nur komfortabler, sondern auch sicherer zu gestalten, indem fortlaufend innovative Lösungen implementiert werden, die auf fortschrittlicher Elektronik und Software basieren. Mit jedem neuen Fahrzeugmodell, das auf den Markt kommt, werden diese Systeme weiter optimiert, um den steigenden Anforderungen der Verbraucher und den strengen Sicherheitsstandards gerecht zu werden.

## Bordcomputer als zentraler Knoten der Fahrzeugelektrik
Bei älteren Fahrzeugen beschränkte sich der Bordcomputer meist nur auf einfachste Funktionen, wie etwa die Anzeige des Kraftstoffverbrauchs. Seine Elektronik befand sich meist mit im Gehäuse des Kombiinstruments. Eine Verknüpfung mit anderen Steuergeräten wie der Motorsteuerung oder dem ABS war bei diesen Modellen noch kein Standard. Dagegen ist bei Fahrzeugen ab dem Jahre 2000/2003 eine immer weiter gehende Verknüpfung mit anderen Fahrzeugsystemen vorhanden.
Dadurch wird der Bordcomputer zur zentralen Leitstelle des Fahrzeuges. Alle anderen Steuergeräte (ABS/ESP, Airbag, Motorsteuerung etc.) sind mit ihm verbunden und übertragen per CAN-Bus permanent ihren Funktionszustand und eventuelle Störungen an den Aktuatoren und Sensoren des jeweiligen Steuergeräts. Beispiel: Das ABS-Steuergerät meldet den Fehler „Raddrehzahlsensor vorn rechts defekt“ an den zentralen Bordcomputer, der den Fahrer wiederum auf einem Display und durch Kontrolllampen auf dem Kombiinstrument über das Problem informiert.
Bei einem Fiat Stilo z. B. ist der Bordcomputer auch mit anderen Unterknoten verbunden: Türrechner, Knotenpunkt für den Fahrgastbereich und Heckteil. So wird bei diesem Fahrzeug beim Drücken des Schalters für die Heckscheibenheizung das Signal vom Taster erst an den Body Computer geleitet, von da aus ein Relais für die Heckscheibenheizung geschaltet und gleichzeitig ein Signal an den Türrechner in der Fahrertür gegeben, welcher die Außenspiegelheizung aktiviert. Einfacher formuliert: Durch die Vernetzung der Unterknoten kann der Bordcomputer mehrere Aktionen gleichzeitig durchführen, für die der Fahrer nur einen gemeinsamen Steuerbefehl (zum Beispiel über den Druck auf einen Schalter oder mittels Touchscreen) geben muss.
Auch die gesamte Beleuchtung kann mit dem Bordcomputer verbunden sein. So sind im Fiat Stilo zum Beispiel keine Schalter für die Innenraumbeleuchtung mehr vorhanden, sondern nur noch Mikrotaster, die einen Beleuchtungswunsch ans Steuergerät melden und von da aus auch mit Strom versorgt werden.
Zu den Vorteilen eines zentralen Bordrechners gehören:
 Pro Einfache Vernetzung unterschiedlicher Systeme, ohne für jedes System eigene Leitungen zum Kombiinstrument zu führen.

 Pro Zentrale Verknüpfung aller Daten.

 Pro Bessere Konfigurierbarkeit durch den Fahrer. Am Fiat Stilo gesehen, kann man per Zentralverriegelung nur die Fahrertür öffnen lassen oder alle Türen und dabei den Taster der Heckklappe ignorieren.

 Pro Nachträglicher Einbau von Zubehör (Tempomat etc.) ist einfacher möglich, wenn das Fahrzeug bereits dafür vorgerüstet ist.

 Pro Stromsparendes Arbeiten. Je nachdem, womit der Rechner verbunden ist, kann die Beleuchtung bis ins kleinste Detail gesteuert werden. Die Handschuhfachbeleuchtung ist beispielsweise nicht dauerhaft eingeschaltet, wenn die Klappe nicht richtig geschlossen wurde. Die Gefahr einer leeren Autobatterie durch diesen möglicherweise übersehenen Verbraucher besteht nicht, weil der Bordcomputer die Beleuchtung nach einigen Minuten auch bei noch geöffneter Klappe abschaltet.

 Pro Lampenausfälle sind einfacher lokalisierbar. Da für die meisten Lampen eine jeweils eigene Leitung vorhanden ist, kann der Zentralrechner im Fall des Falles eine konkrete Meldung an das Display im Kombiinstrument senden (Beispiel: „Bremslicht an der linken Seite defekt“).
Nachteile:
 Kontra Störungen im Bordcomputer können unter Umständen die gesamte Fahrzeugelektronik beeinflussen.

 Kontra Ein defekter Zentralrechner kann die Störungssuche behindern und sehr teuer machen.

 Kontra Auch einzelne, nicht für die Fahrsicherheit relevante Fehler können unerwünschte Nebenfehler erzeugen. 

 Kontra Höheres Fahrzeuggewicht durch Kabel und weitere Bordtechnik.